# تپه یار قلعه سی ۲
تپه یار قلعه سی ۲ مربوط به عصر برنز - عصر آهن - دوره هخامنشی است و در شهرستان ماهنشان، بخش انگوران، دهستان انگوران، ۵۰۰ متری شرق روستای انگوران واقع شده و این اثر در تاریخ ۲۷ بهمن ۱۳۸۷ با شمارهٔ ثبت ۲۴۵۹۳ به‌عنوان یکی از آثار ملی ایران به ثبت رسیده است.